# 親会社
親会社（おやがいしゃ、英: Parent company）とは、資本参加、営業の賃貸借、経営委任、役員派遣などの方法により、子会社を支配する会社（支配会社）のことである。また、会社法上、他の株式会社の総株主の議決権の過半数を保有する会社、または財務および事業の方針の決定につき支配する法人のことでもある。